# Emilio Grau Sala
Emilio Grau Sala (Barcellona, 1911 – Parigi, 1975) è stato un pittore spagnolo.
Studiò alla Escuela de Bellas Artes de Barcelona. Con la moglie Ángeles Santos Torroella fuggì a Parigi con lo scoppio della guerra civile spagnola.
Fu un famoso colorista (pittura a olio, acquerello e pastello) e illustratore. Al Salon francese "Comparaisons" fu membro del gruppo di Maurice Boitel.